# Sanajeh
Sanajeh byl rod pravěkého hada, žijícího na konci křídového období (asi před 67 miliony let) na území dnešní západní Indie (geologické souvrství Lameta).

## Popis a význam
Asi 3,5 metru dlouhý dravý had byl objeven v hnízdě sauropodních dinosaurů, kde v době své smrti útočil na asi 50 cm dlouhé mládě. Jde tedy o unikátní objev interakce mezi dravcem a jeho kořistí. Sauropodní dinosauři ze skupiny Titanosauria kladli velké množství vajec a jejich mláďata zřejmě sloužila za potravu četným predátorům (včetně teropodních dinosaurů, krokodýlů a hadů. Jedinou obranou byl jejich rychlý růst a dosažení bezpečné velikosti (v dospělosti mohli vážit až desítky tun).
Sanajeh indicus patří k dnes již vyhynulé čeledi Matsoiidae a není blízce příbuzný dnešním škrtičům, jako je anakonda nebo krajta. Byl popsán v roce 2010.

## Zajímavost
Fosilie tohoto hada a některých dinosaurů ze stejného souvrství mohly být již před staletími nevědomky uctívány hinduisty v místních chrámech (například jako božstvo zvané Šarabha).